# Reichsjägerhof Rominten

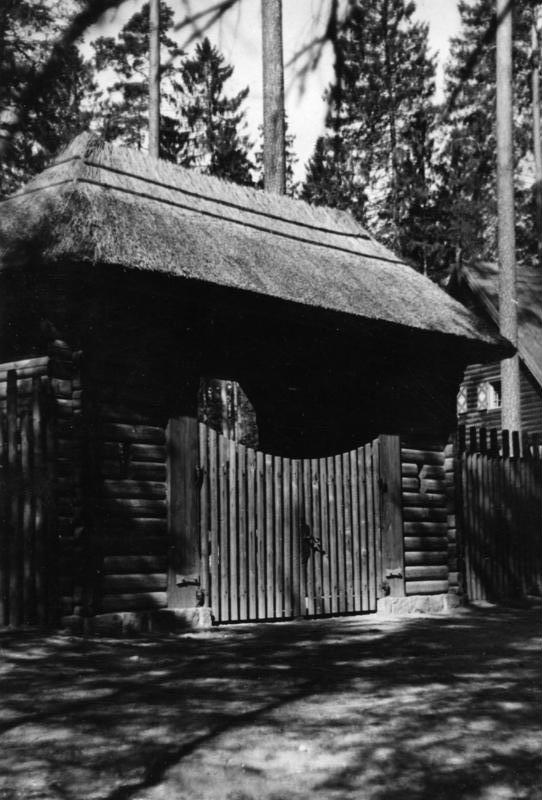
Eingang und Pförtnerhaus des Reichsjägerhofs Rominten

Der Reichsjägerhof Rominten in der Rominter Heide im nordöstlichen Ostpreußen war einer von zwei forstwirtschaftlichen Großbetrieben, die in der Zeit des Nationalsozialismus errichtet wurden. Er sollte als Jagdhaus des Reichsjägermeisters Hermann Göring dienen, wurde aber mit Beginn des Russlandfeldzuges 1941 ergänzt durch das Lager Robinson zu seinem Hauptquartier im Osten. Das Gebiet liegt heute in der Oblast Kaliningrad.

## Geschichte
Der Reichsjägerhof in der Rominter Heide wurde im September 1936 fertiggestellt. Göring persönlich hatte den Bau im September 1935 veranlasst, nachdem ihm zwei Jahre zuvor der im niederländischen Exil lebende Wilhelm II. die Nutzung des Jagdschlosses Rominten im ehemals kaiserlichen Jagdrevier nachdrücklich verweigert hatte. Ursprünglich sollte diese Anlage analog zu Görings Anwesen Carinhall in der Schorfheide, nach dessen zweiter Ehefrau Emmy Emmyhall heißen, doch entschied sich Göring schließlich doch für Reichsjägerhof Rominten. Das Baugebiet befand sich rund 15 Kilometer nordöstlich der Kleinstadt Goldap, im Bereich des Forstamtes Nassawen. Die Bauarbeiten an dem Blockhauskomplex begannen Ende April 1936 und waren im September abgeschlossen.
Um zu der Anlage zu gelangen, wurde für Göring extra ein eigener kleiner Bahnhof in Schakummen (1938–1946: Eichkamp/Ostpr.) gebaut.
Im Herbst 1944 gab Göring angesichts der näher rückenden russischen Front den Befehl, den Komplex zu zerstören (Operation Johannisfeuer). Am 20. Oktober 1944 wurden die Gebäude vom einzig verbliebenen Hausmeister in Brand gesetzt.
Der Reichsfinanzminister Lutz Graf Schwerin von Krosigk berichtet in seinen Memoiren, dass auf dem Mecklenburger Gut des Ölmagnaten Henri Deterding ein Bild im Silberrahmen mit der Widmung: „Meinem lieben Deterding in Dankbarkeit für Ihre großzügige Spende des Reichsjägerhofs Rominten. Ihr Hermann Göring“ stand.

## Bilder

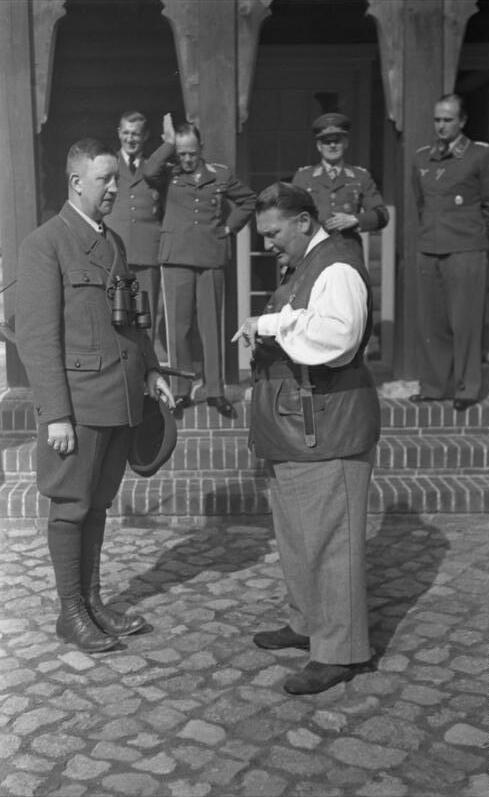
Generaloberst Friedrich Fromm und Hermann Göring vor dem Reichsjägerhof Rominten
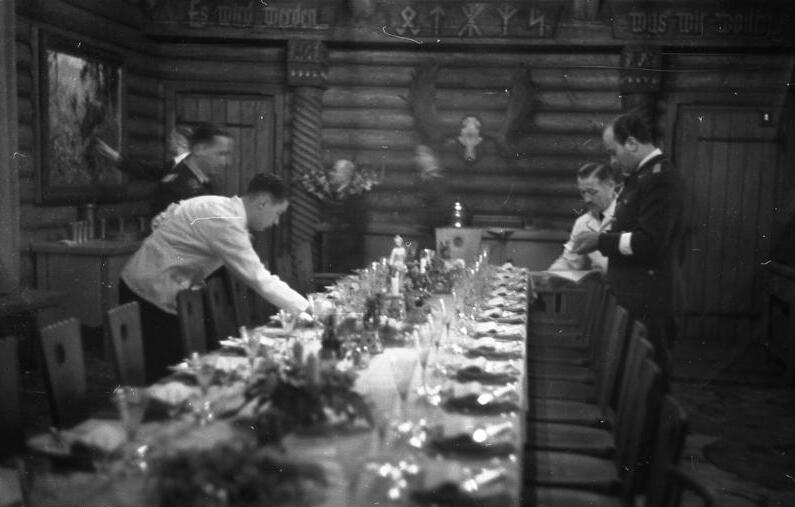
Reichsjägerhof von 1936 bis 1944
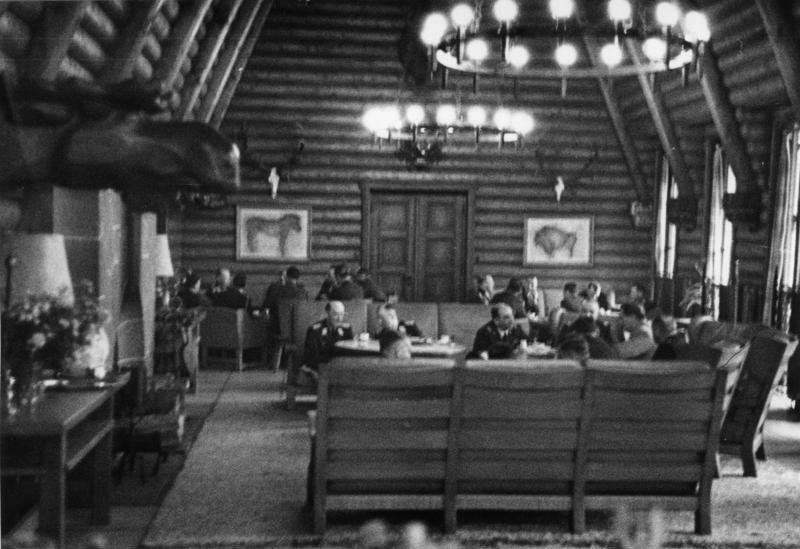
Reichsjägerhof von 1936 bis 1944
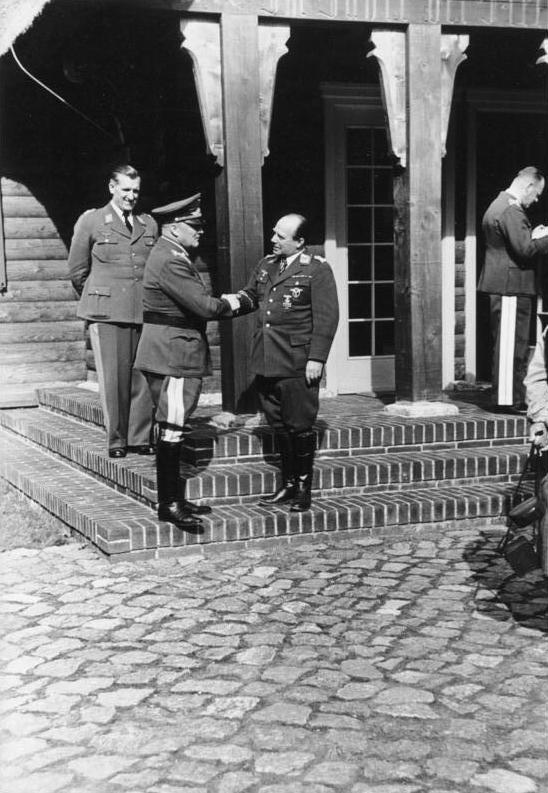
Ernst Udet, Hans-Jürgen Stumpff
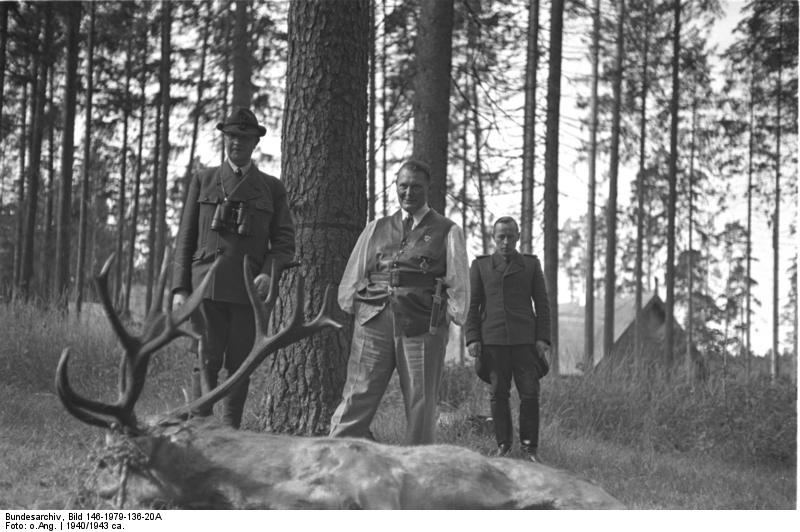
Friedrich Fromm, Hermann Göring, Walter v. Keudell
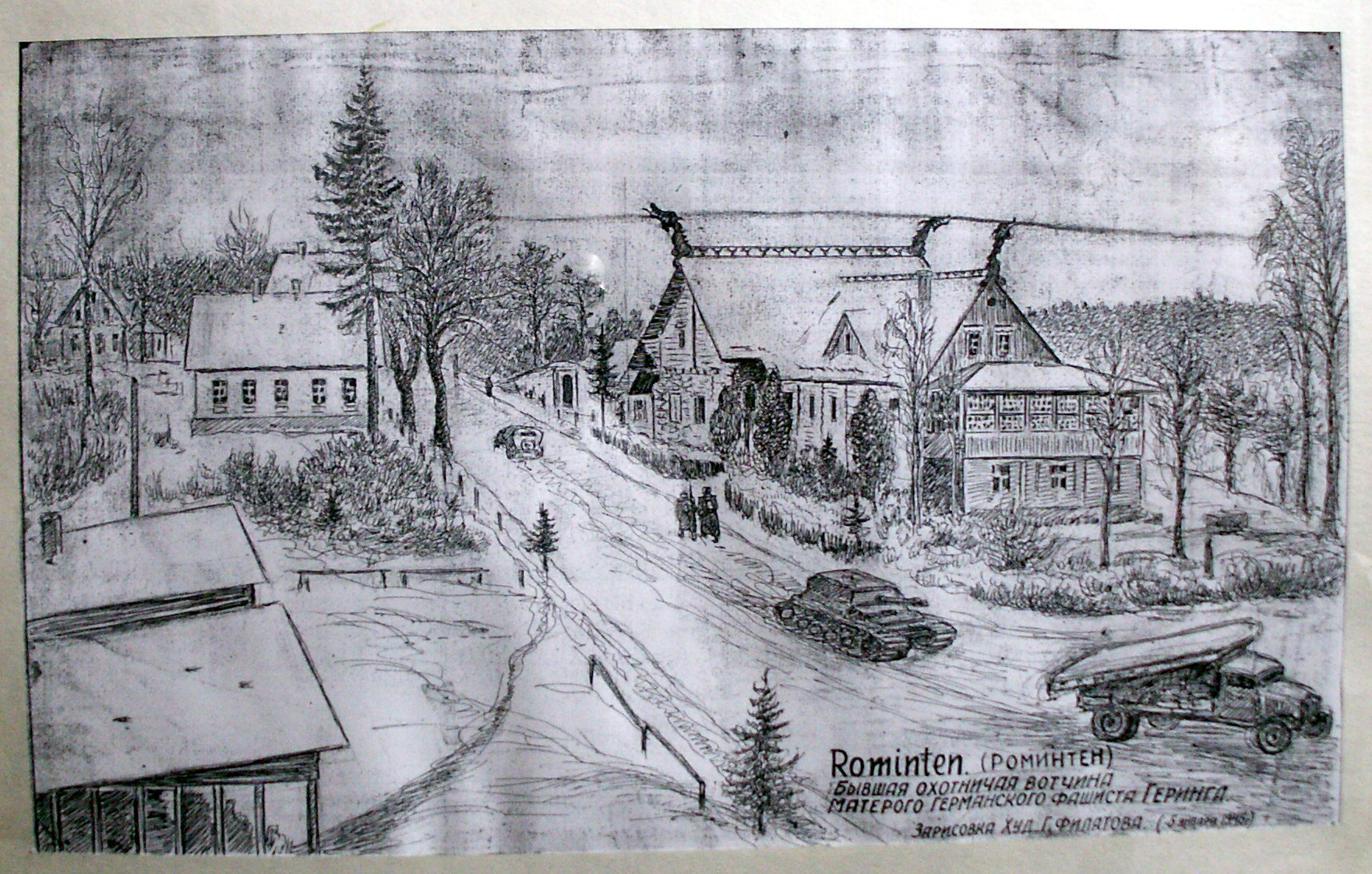
Göring-Haus
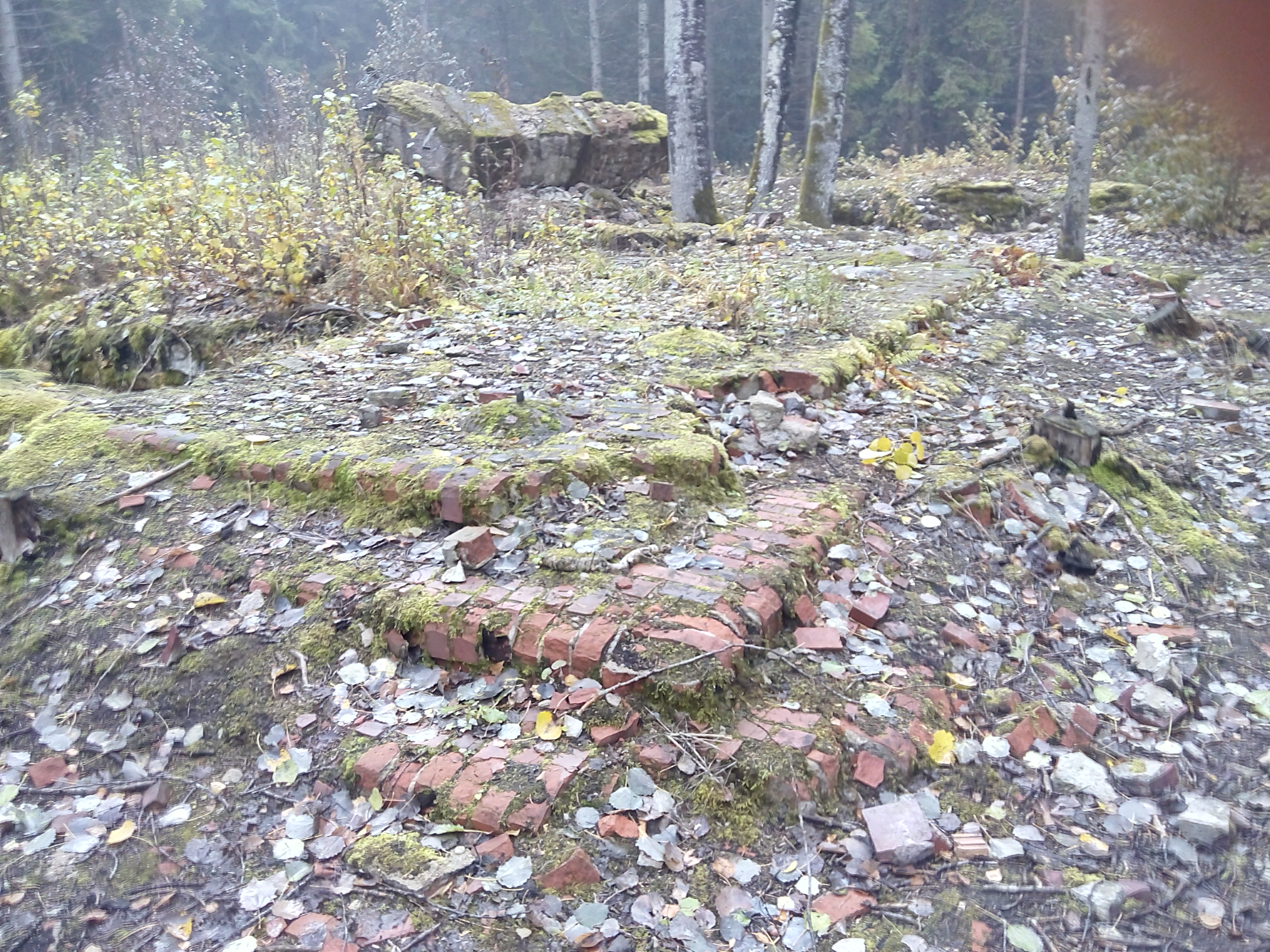
Reste des Haupteingangs (2015)
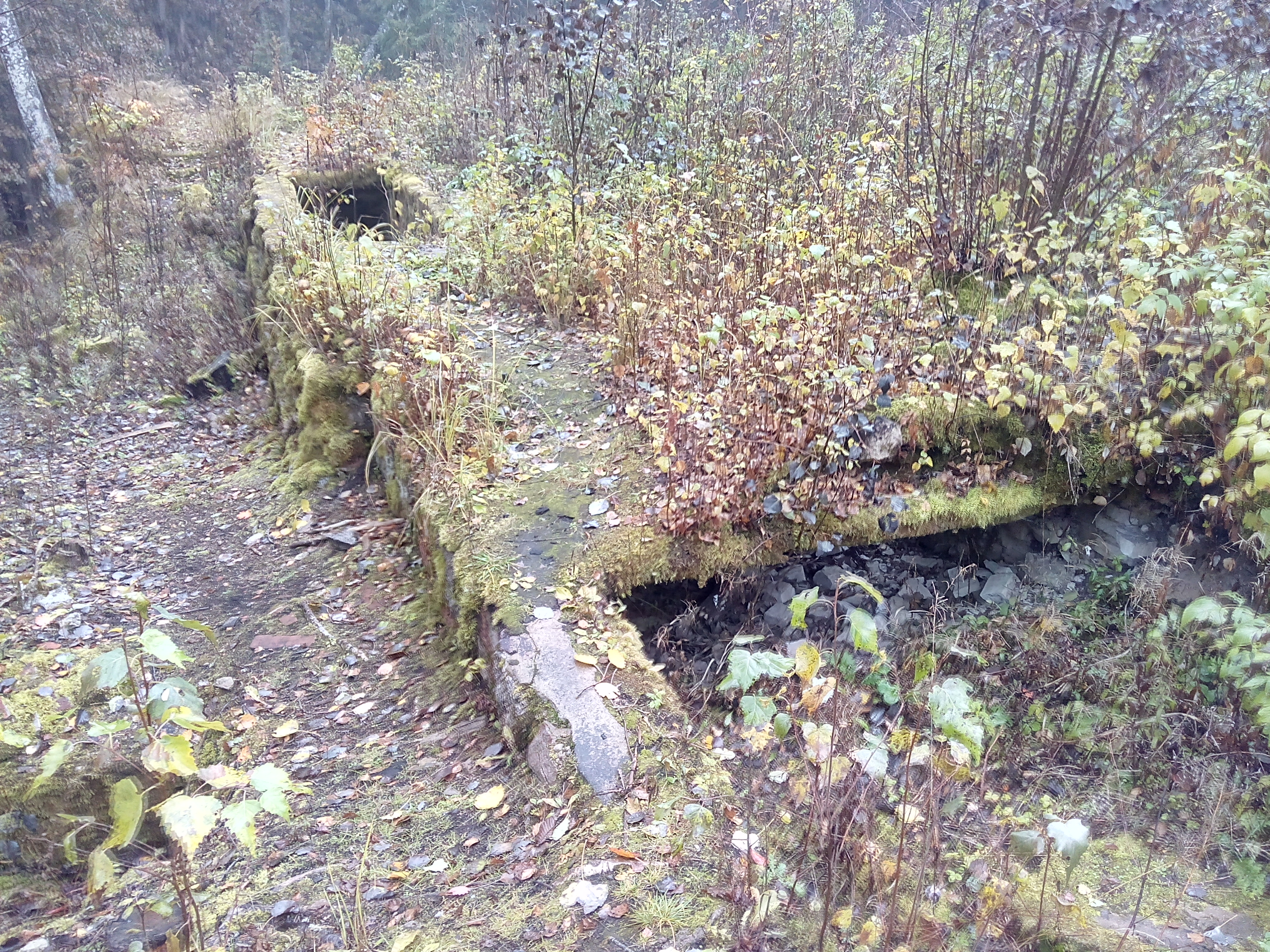
Ruinen des Luftschutzbunkers (2015)
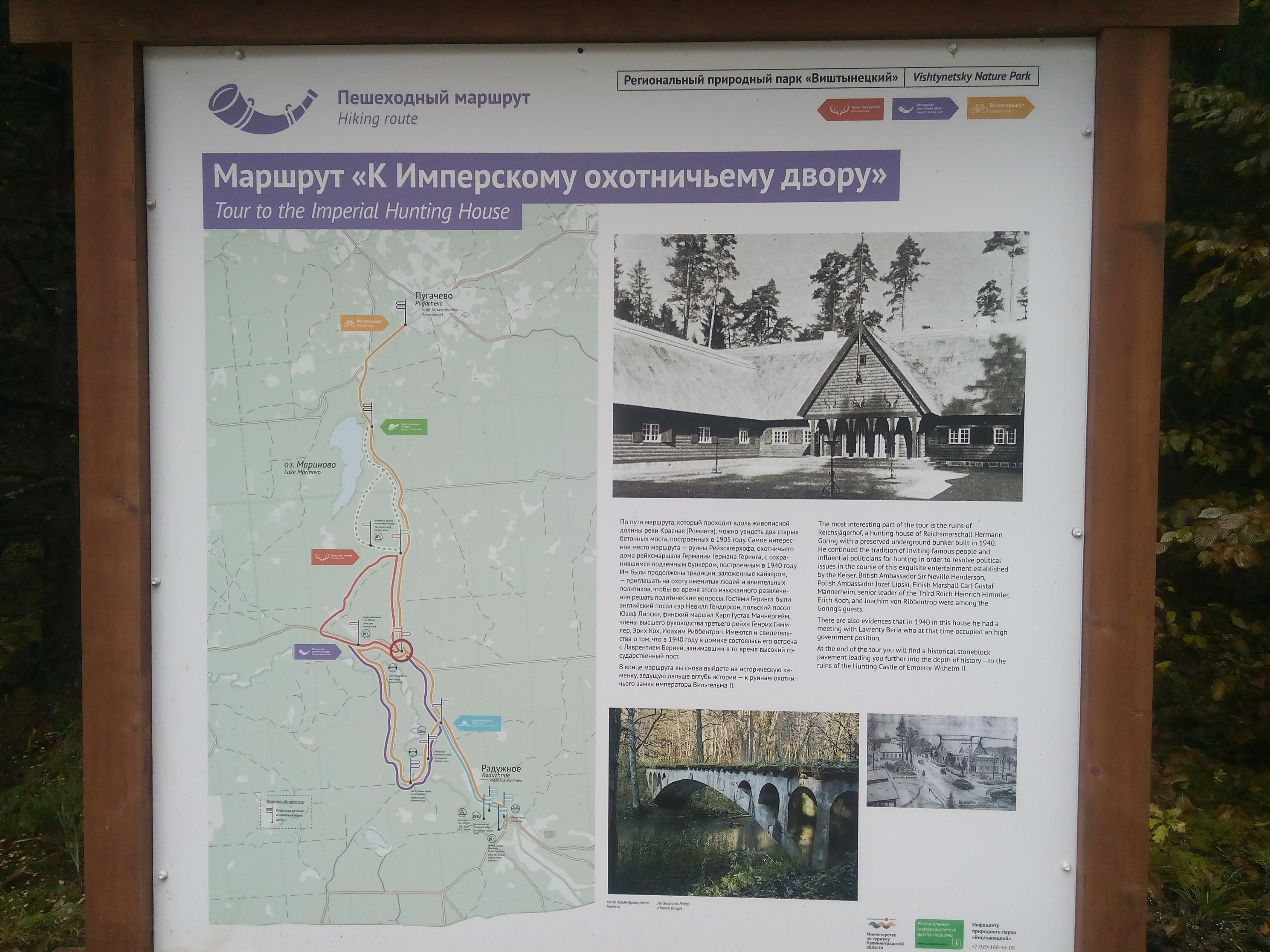
Informationstafel in russischer und englischer Sprache (2015)
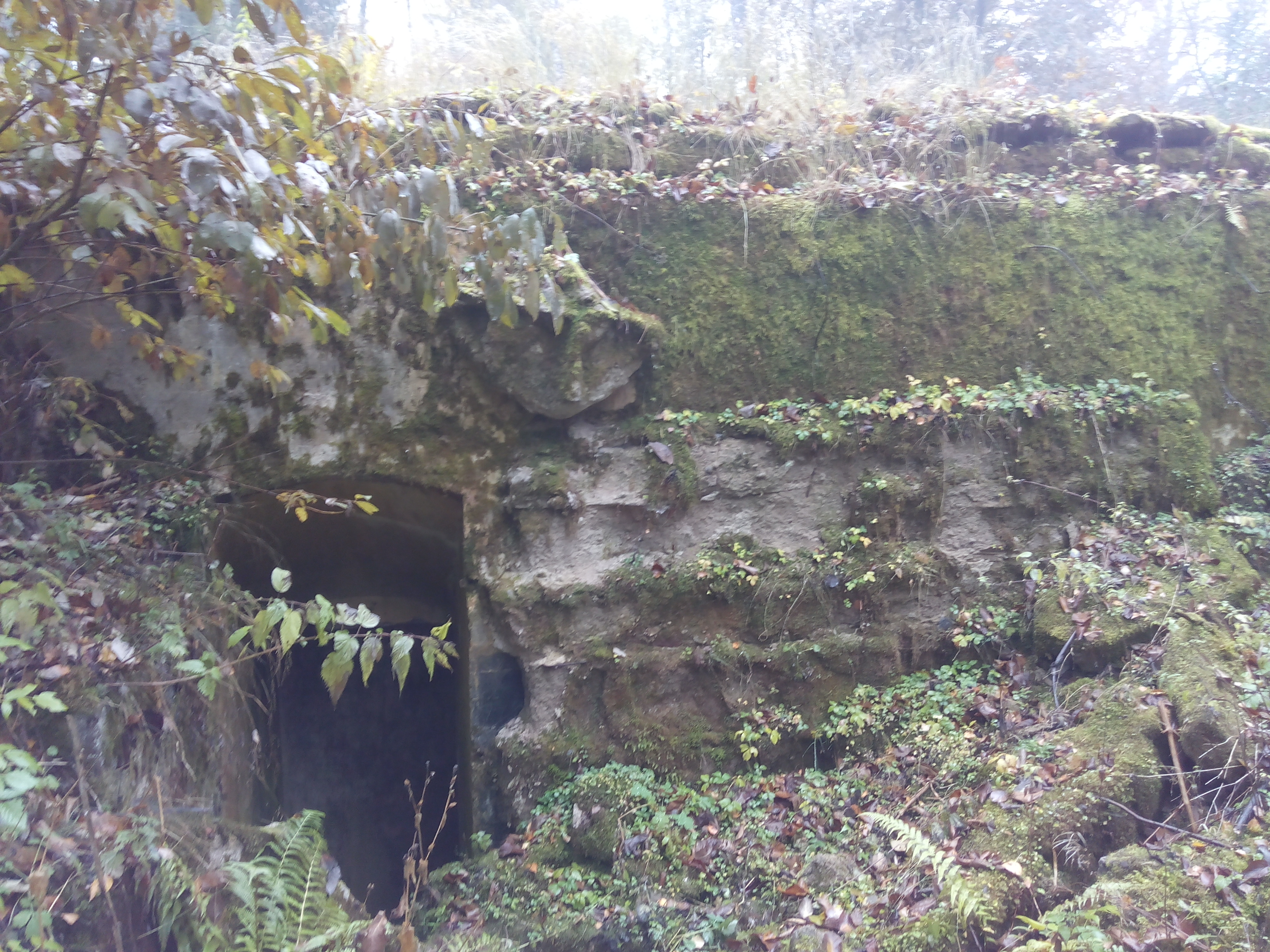
Reste der nördlichen Gebäudeecke (2015)

## Erster Reichsjägerhof
Ein erster „Reichsjägerhof“ war bereits ein Jahr zuvor an Göring übergeben worden, es handelte sich dabei um einen Betrieb in Riddagshausen bei Braunschweig. Nach dem Willen der Nationalsozialisten sollte dieser erste Hof als Vorbild für weitere derartige Anlagen in allen Gauen dienen. Die Idee konnte sich jedoch nicht durchsetzen. Es entstand lediglich ein weiterer Reichsjägerhof, der in der Rominter Heide. Im Gegensatz zu dem Komplex in Ostpreußen existiert jener in Braunschweig noch heute.